# Šúraséna

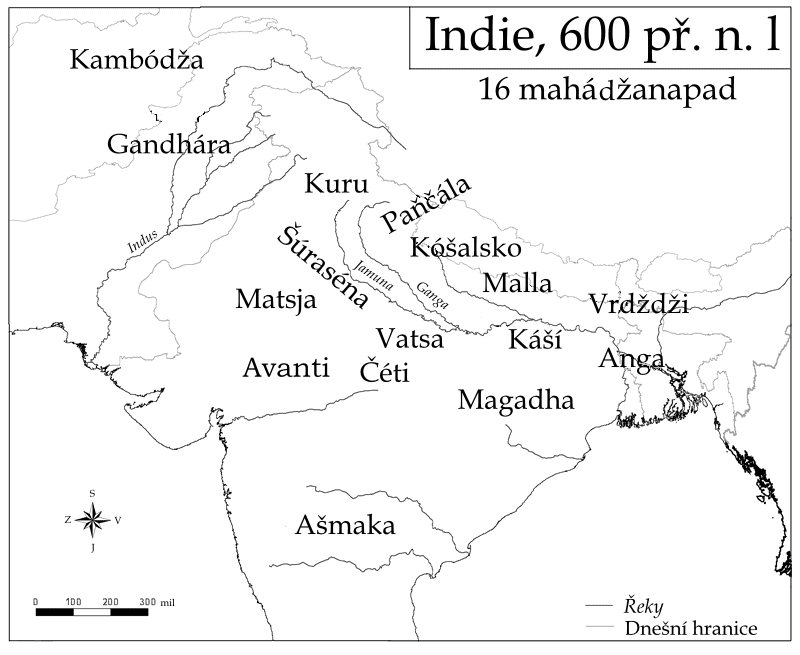
Mapa mahádžanapad

Šúraséna bylo malé království na severu Indického subkontinentu v době Gautamy Buddhy (asi 563-483 př. n. l.). Etymologie slova Šúraséna zůstává nejistá. Je možné, že je odvozeno od jméno Jádavovského krále Šúrsáima. O obyvatelích Šúrasény se krátce zmiňuje Megasthenés, řecký geograf a cestovatel i indický epos Mahábhárata. V Mahábháratě je zmínka o tom, že království Šúraséna obýval klan Jádavů, který je tradičně spojován s Krišnou, bližší záznamy se však o Šúraséně nedochovaly.
Hlavní město království byla Mathura, jež se i dnes nachází na břehu řeky Jamuny a tvoří jedno z hinduistických posvátných míst. Kdysi tvořila Šúraséna jednu z 16 mahádžanapad.